# ديف بيترسن
ديف بيترسن (بالإنجليزية: Dave Petersen)‏ هو لاعب دوري الرغبي أسترالي، ولد في 6 مارس 1992 في كينغستون أبون هال في المملكة المتحدة.